# Samostan Alcobaça
Samostan Djevice Marije u Alcobaçi (portugalski: Monasterio de Santa Maria de Alcobaça) je srednjovjekovni rimokatolički samostan u gradu Alcobaça, u središnjem Portugalu. Osnovao ga je prvi portugalski kralj, Alfons I. Portugalski, 1153. godine, te je tijekom povijesti održavao blisku vezu s portugalskim kraljevima.
Samostanska crkva je bila prva gotička građevina u Portugalu, a zajedno sa Samostanom Svetog Križa (Mosteiro de Santa Cruz) u Coimbri, on je jedan od najvažnijih samostana u Portugalu. Zbog njegove umjetničke i povijesne važnosti, upisan je na UNESCO-ov popis mjesta svjetske baštine u Europi 1989. godine.

## Povijest
Kralj Alfons I. Portugalski je u ožujku 1147. godine oduzeo grad Santarém od Maura, a kako bi obilježio ovu veliku pobjedu obećao je izgraditi veličanstveni samostan kao dom Cistercitima. Trebalo je 76 godina kako bi se izgradio ovaj kompleks i naposljetku je kralj Dinis I. podigao glavni klaustar, te je 1252. godine samostan posvećen, u vihoru gradnje. Tek su 1269. godine monasi počeli držati javne službe, a isti su monasi i zapisali prvu Povijest Portugala.
Samostan je brzo postao jako utjecajan u srednjovjekovnom Portugalu, te je posjedovao veliko poljoprivredno područje. Javna škola je otvorena 1269. godine, a kraljevske obitelji su ovdje pokapane tijekom 13. i 14. stoljeća. Pored grobnica Alfonsa II., Alfonsa III. i njihovih kraljica, najveličanstveniji su gotički sarkofazi nesretnih ljubavnika, kralja Pedra I. i njegove ljubavnice Inês de Castro koju je dao ubiti Pedrov otac, Alfons IV.
Tijekom vladavine Manuela I. klaustar je dobio drugi kat i izgrađena je nova sakristija u originalnom portugalskom kasno-gotičkom stilu koji je ostao poznat kao "manuelinski stil".
Pročelje je obnovljeno u 18. stoljeću u baroknom stilu s dva tornja, a 1810. godine Francuzi su je potpuno opustošili, osobito srednjovjekovnu knjižnicu koja je bila najveća u Portugalu. Ono malo što je preživjelo ukradeno je nakon bune 1834. godine nakon koje su ukinuti antiklerikalni vjerski redovi u Portugalu.

## Odlike
Oblik samostana prati onaj opatije u Clairvauxu (Francuska), a na pročelju su sačuvani izvorni portal i rozeta. Glavni brod (arhitektura) je dug 106 metara i iznenađujuće je gol, ispunjen samo mističnim svjetlom, što je osobitost cistercitske arhitekture. U transeptu se nalaze dvije monumentalne kraljevske grobnice, kapela sv. Bernarda i Kraljesvki panteon. U Panteonu iz 13. stoljeća sahranjene su kraljice Portugala te neidentificirani kraljevići. Najljepša od njih je grobnica kraljice Urraca od Kastilje (žena Alfonsa II.) čiji je romanički sarkofag ukrašen ležećim portretom kraljice na poklopcu i reljefima apostola ispod lučne galerije, ožalošćenog kralja s djecom i Krista sa simbolima četiri evanđelista.
Kapela sv. Bernarda (17. st.) u južnom transeptu je ukrašena reljefima "Smrti sv. Bernarda" koji se smatraju najboljim djelom monaha Alcobaça. Na suprotnim krajevima kapele nalaze se grobovi Alfonsa I. i Alfonsa II.
Od ostalih znamenitosti ističu se manuelinska sakristija (16. st.), soba kraljeva s bistama portugalskih kraljeva (17. – 18. st.), te klaustar tišine koji je jedan od najvećih u Europi s gotičkom natkrivenom fontanom u kojoj je renesansni bazen (16. st.).
- Pročelje crkve
- Glavni brod crkve prema oltaru
- Klaustar tišine
- Renesansni bazen u klaustarskoj fontani
- Ulaz u manuelinsku sakristiju
- Kraljevski panteon
- Sarkofag Pedra I.
- Sarkofag Inês de Castro

## Vanjske poveznice
- Real Abadia de Santa Maria de Alcobaça[neaktivna poveznica] na stranicama Portugalskog ureda za nacionalnu baštinu (Direcção Geral dos Edifícios e Monumentos Nacionais) (port.)
- Fotografije samostana Alcobaça (engl.)
- Adrian Fletcher’s Paradoxplace Alcobaça Pages  Arhivirana inačica izvorne stranice od 21. siječnja 2007. (Wayback Machine) (engl.)
- Alcobaça (fotografije)  Arhivirana inačica izvorne stranice od 26. ožujka 2016. (Wayback Machine)